# 藤井勇
藤井 勇（ふじい いさむ、1916年10月20日 - 1986年2月7日）は、鳥取県鳥取市出身の元プロ野球選手（外野手）・コーチ・監督。
1952年から1953年までの登録名は「藤井 秀郎」。
大阪タイガースと大洋ホエールズの創立時に選手としてプレーした。日本プロ野球の公式戦において、初めて本塁打を記録した選手として知られる。

## 来歴・人物
鳥取一中では、4番打者として甲子園大会に3度出場し、1934年夏には沢村栄治率いる、優勝候補の京都商業を破った。1935年11月に大阪タイガースと入団契約を結び、同年12月10日の球団結成に参加した。翌1936年に現在の日本野球機構の源流となる日本職業野球連盟が発足し、日本のプロ野球リーグ戦が始まった。
最初の公式リーグ戦である1936年春の第一回日本職業野球リーグ戦大阪大会（甲子園大会）では、2番打者として活躍し、5月4日の東京セネタース戦では、野口明から左中間を破るランニング本塁打を放った。これは日本プロ野球公式戦第一号本塁打である。この大会で藤井は全5試合に出場して、19打数10安打で打率.526を記録し、首位打者、最多安打、本塁打王となる活躍をみせた。大阪大会以降も同年春および夏のシーズンは全試合に出場し、春は打率.351、夏は打率.385という好成績を収めた。同年秋のシーズンには、初めて優勝チームを決めることとなり、不動の2番打者であった藤井は大阪タイガースの優勝決定戦進出に大きく貢献した。優勝決定戦では東京巨人軍と対戦したが、沢村栄治に押さえ込まれて優勝を逃した。このシーズン、藤井は安打、得点、塁打などでリーグ最多となっている。1937年春のシーズンにも2シーズン連続の最多得点となる49得点をあげ、これは2シーズン制における日本記録になっている。同年秋には、初優勝を果たしたチームでクリーンナップを打ち、打点王・中島治康に1打点差となる36打点を挙げた。さらに、春のシーズンに優勝した東京巨人軍との間で行われた年度優勝決定戦では、第一戦で本塁打を放つなど山口政信、景浦將らとともに沢村を打ち、年度優勝を飾った。この年の公式戦は全試合に出場している。翌1938年春のシーズン優勝、同年の年度優勝にも中心選手として貢献した。このころの大阪タイガース打線は、トップバッターの松木謙治郎にはじまり、山口政信、景浦將、藤井勇のクリーンナップ、強打の捕手田中義雄らをそろえていた。
1939年に軍に召集された後、1942年に除隊され一時チームに復帰したものの、1943年に再び召集された。
1945年末に戦地から帰還し、朝日軍（1946年にパシフィック、1947年に太陽ロビンス、1948年に大陽ロビンスとそれぞれ改称）と契約したが、大阪タイガースとの2重契約の可能性があるとして、調査対象の上出場停止となる。しかし、1946年5月に公式戦に出場したため、同年秋に召集された理事会で、同じく東京ジャイアンツとの2重契約の可能性から出場停止となっていた白石敏男が出場した4試合（うち藤井も3試合出場）を放棄試合として没収された。その後、出場した74試合については、白石・藤井ともにパシフィックへの帰属が確定した後のため、問題なしと判断された。
1950年、新球団の大洋ホエールズに移籍し、数少ないベテラン選手として4番打者に抜擢されると、全140試合に出場し、34本塁打、122打点、177安打と自己最高の成績を残した（122打点は1999年のロバート・ローズに破られるまで半世紀の間、横浜球団記録であった）。その後も、1951年8月5日の広島カープ戦で1試合4二塁打の日本記録を樹立するなど、1958年まで選手としてチームを支えた。その間、1952年に登録名を「秀郎」に変更したが、1954年には「勇」に戻している。
1955年は兼任監督に就任したが、自身が常時出場できないことなどによる戦力不足が深刻で、31勝99敗と最多敗戦・最低勝率のセントラル・リーグ記録を残し、同年限りで辞任。その後は選手生活に専念し、1958年を最後に現役を引退した。
引退後は大洋で一軍打撃コーチ（1959年 - 1961年）→スカウト部長（1962年）・二軍監督（1968年 - 1969年）、大毎で一軍打撃コーチ（1963年）、阪神でヘッドコーチ（1970年 - 1971年、1973年）・一軍打撃コーチ（1972年）を務めた。大洋ではコーチ時代に桑田武・近藤昭仁を育て、1960年のリーグ優勝と日本一に大きく貢献。二軍監督時代には米田慶三郎・福嶋久らを育て、1968年にはチームをイースタン・リーグ初優勝に導いた。阪神では田淵幸一をはじめとする若手打者を指導したが、1973年に病気を理由に退団した。
退団後は運動用品メーカー勤務の傍ら、田淵の個人的アドバイザーとして活躍。1986年に死去。
大阪タイガース、大陽ロビンスでの1リーグ時代は、ミート技術の高さを生かし、度々左方向への巧打をみせた。一方で、大洋ホエールズへの移籍後は、飛ぶボールが導入されたこともあり、本塁打を量産した。途中戦争でプレーできなかった時期を除いても、実働期間は17年21シーズンにも及ぶ。

## 詳細情報

### 年度別打撃成績
| 年 度      | 球 団                  | 試 合 | 打 席 | 打 数 | 得 点 | 安 打 | 二 塁 打 | 三 塁 打 | 本 塁 打 | 塁 打 | 打 点 | 盗 塁 | 盗 塁 死 | 犠 打 | 犠 飛 | 四 球 | 敬 遠 | 死 球 | 三 振 | 併 殺 打 | 打 率 | 出 塁 率 | 長 打 率 | O P S |
| ---------- | ---------------------- | ----- | ----- | ----- | ----- | ----- | -------- | -------- | -------- | ----- | ----- | ----- | -------- | ----- | ----- | ----- | ----- | ----- | ----- | -------- | ----- | -------- | -------- | ----- |
| 1936春夏   | 大阪 阪神              | 15    | 78    | 63    | 11    | 23    | 4        | 0        | 1        | 30    | 5     | 0     | --       | 4     | --    | 10    | --    | 1     | 4     | --       | .365  | .459     | .476     | .936  |
| 1936秋     | 大阪 阪神              | 30    | 143   | 125   | 30    | 40    | 4        | 3        | 0        | 50    | 14    | 9     | --       | 0     | --    | 17    | --    | 1     | 13    | --       | .320  | .406     | .400     | .806  |
| 1937春     | 大阪 阪神              | 56    | 263   | 219   | 49    | 56    | 12       | 5        | 0        | 78    | 31    | 6     | --       | 2     | --    | 41    | --    | 1     | 25    | --       | .256  | .375     | .356     | .732  |
| 1937秋     | 大阪 阪神              | 49    | 218   | 187   | 29    | 56    | 7        | 3        | 1        | 72    | 36    | 3     | --       | 2     | --    | 28    | --    | 1     | 12    | --       | .299  | .394     | .385     | .779  |
| 1938春     | 大阪 阪神              | 32    | 103   | 86    | 18    | 25    | 5        | 0        | 0        | 30    | 11    | 3     | --       | 0     | --    | 17    | --    | 0     | 9     | --       | .291  | .408     | .349     | .757  |
| 1938秋     | 大阪 阪神              | 29    | 89    | 80    | 4     | 16    | 4        | 0        | 0        | 20    | 6     | 0     | --       | 3     | --    | 6     | --    | 0     | 4     | --       | .200  | .256     | .250     | .506  |
| 1942       | 大阪 阪神              | 69    | 302   | 269   | 21    | 68    | 7        | 5        | 2        | 91    | 25    | 5     | 5        | 0     | --    | 32    | --    | 1     | 11    | --       | .253  | .334     | .338     | .673  |
| 1946       | パシフィック 太陽 大陽 | 78    | 341   | 311   | 35    | 89    | 15       | 2        | 4        | 120   | 35    | 1     | 0        | 0     | --    | 29    | --    | 1     | 18    | --       | .286  | .349     | .386     | .735  |
| 1947       | パシフィック 太陽 大陽 | 119   | 512   | 474   | 38    | 122   | 24       | 7        | 5        | 175   | 43    | 6     | 7        | 1     | --    | 36    | --    | 1     | 29    | --       | .257  | .311     | .369     | .680  |
| 1948       | パシフィック 太陽 大陽 | 128   | 509   | 481   | 39    | 107   | 15       | 2        | 4        | 138   | 54    | 10    | 4        | 1     | --    | 27    | --    | 0     | 33    | --       | .222  | .264     | .287     | .551  |
| 1949       | パシフィック 太陽 大陽 | 97    | 418   | 392   | 53    | 111   | 19       | 3        | 16       | 184   | 77    | 3     | 0        | 0     | --    | 24    | --    | 2     | 33    | --       | .283  | .328     | .469     | .797  |
| 1950       | 大洋 洋松 大洋         | 140   | 612   | 541   | 104   | 177   | 36       | 4        | 34       | 323   | 122   | 4     | 1        | 0     | --    | 68    | --    | 3     | 46    | 5        | .327  | .405     | .597     | 1.002 |
| 1951       | 大洋 洋松 大洋         | 98    | 413   | 392   | 53    | 100   | 24       | 2        | 15       | 173   | 59    | 5     | 0        | 0     | --    | 19    | --    | 2     | 41    | 7        | .255  | .293     | .441     | .734  |
| 1952       | 大洋 洋松 大洋         | 107   | 475   | 440   | 75    | 126   | 24       | 7        | 14       | 206   | 69    | 10    | 2        | 1     | --    | 32    | --    | 2     | 42    | 5        | .286  | .338     | .468     | .806  |
| 1953       | 大洋 洋松 大洋         | 112   | 443   | 412   | 51    | 123   | 18       | 4        | 15       | 194   | 57    | 3     | 0        | 0     | --    | 29    | --    | 2     | 27    | 5        | .299  | .348     | .471     | .819  |
| 1954       | 大洋 洋松 大洋         | 112   | 433   | 397   | 37    | 105   | 16       | 3        | 15       | 172   | 55    | 2     | 1        | 0     | 5     | 28    | --    | 3     | 41    | 8        | .264  | .318     | .433     | .751  |
| 1955       | 大洋 洋松 大洋         | 62    | 140   | 127   | 10    | 36    | 5        | 1        | 4        | 55    | 18    | 0     | 0        | 0     | 0     | 12    | 4     | 1     | 20    | 3        | .283  | .350     | .433     | .783  |
| 1956       | 大洋 洋松 大洋         | 101   | 322   | 299   | 25    | 79    | 8        | 1        | 13       | 128   | 34    | 0     | 2        | 0     | 2     | 20    | 8     | 1     | 45    | 7        | .264  | .313     | .428     | .741  |
| 1957       | 大洋 洋松 大洋         | 41    | 77    | 73    | 6     | 20    | 7        | 0        | 2        | 33    | 12    | 0     | 0        | 0     | 0     | 3     | 1     | 1     | 9     | 2        | .274  | .312     | .452     | .764  |
| 1958       | 大洋 洋松 大洋         | 12    | 19    | 19    | 1     | 3     | 0        | 0        | 1        | 6     | 1     | 0     | 0        | 0     | 0     | 0     | 0     | 0     | 4     | 0        | .158  | .158     | .316     | .474  |
| 通算：17年 | 通算：17年             | 1487  | 5910  | 5387  | 689   | 1482  | 254      | 52       | 146      | 2278  | 764   | 70    | 22       | 14    | 7     | 478   | 13    | 24    | 466   | 42       | .275  | .337     | .423     | .760  |

- 各年度の太字はリーグ最高
- 大阪（大阪タイガース）は、1940年途中に阪神（阪神軍）に球団名を変更
- パシフィックは、1947年に太陽（太陽ロビンス）に、1948年に大陽（大陽ロビンス）に球団名を変更
- 大洋（大洋ホエールズ）は、1953年に洋松（大洋松竹ロビンス）に、1956年に大洋（大洋ホエールズ）に球団名を変更

### 年度別監督成績
| 年度   | 年度     | 順位 | 試合 | 勝利 | 敗戦 | 引分 | 勝率 | ゲーム差 | チーム本塁打 | チーム打率 | チーム防御率 | 年齢 | 球団 |
| ------ | -------- | ---- | ---- | ---- | ---- | ---- | ---- | -------- | ------------ | ---------- | ------------ | ---- | ---- |
| 1955年 | 昭和30年 | 6位  | 130  | 31   | 99   | 0    | .238 | 61.5     | 51           | .209       | 3.69         | 39歳 | 大洋 |

### タイトル
- 最多安打：1回（1936年秋）※当時連盟表彰なし（1994年より表彰）

### 記録
初記録
- 初本塁打：1936年5月4日、対東京セネターズ戦（甲子園球場）、野口明からランニング本塁打 ※日本プロ野球第1号本塁打[2]

節目の記録
- 1000安打：1952年4月8日、対読売ジャイアンツ1回戦（徳山市営毛利球場）、別所毅彦から ※史上9人目[3]
- 1000試合出場：1952年6月24日 ※史上10人目

### 背番号
- 11（1936年春 - 1938年、1942年、1947年 - 1949年）
- 15（1946年）
- 3（1950年 - 1954年）
- 30（1955年）
- 1（1956年 - 1958年）
- 31（1959年）
- 40（1960年 - 1961年）
- 61（1963年）
- 71（1968年 - 1973年）

### 登録名
- 藤井 勇（ふじい いさむ、1936年 - 1951年、1954年 - 1973年）
- 藤井 秀郎（ふじい ひでお、1952年 - 1953年）